# إيفرتون سانتوس
إيفرتون لياندرو دوس سانتوس بينتو أو ببساطة إيفرتون سانتوس (مواليد 14 أكتوبر 1986 في ساو جوزيه دوس كامبوس، ولاية ساو باولو) هو لاعب كرة قدم برازيلي يلعب حاليًا مع نادي ألسان هيونداي.

## وصلات خارجية
- إيفرتون سانتوس على موقع رابطة كرة القدم اليابانية للمحترفين (اليابانية)
- إيفرتون سانتوس على موقع دوري كوريا الجنوبية (الإنجليزية)
- إيفرتون سانتوس على موقع إي إس بي إن إف سي (الإنجليزية)
- إيفرتون سانتوس على موقع قاعدة بيانات كرة القدم.إي يو (الإنجليزية)
- إيفرتون سانتوس على موقع ليكيب (الفرنسية)
- إيفرتون سانتوس على موقع Soccerway.com (الإنجليزية)
- إيفرتون سانتوس على موقع عالم كرة القدم.نت (الإنجليزية)
- إيفرتون سانتوس على موقع كووورة